# トワダオオカ
トワダオオカ（Toxorhynchites towadensis (Matsumura, 1916)）は、カ科の昆虫の1種。普通のカより遙かに大きい。  血を吸うことはなく、また幼虫は主に他種のカの幼虫を食う。

## 特徴
日本産のカではとびきりの大型種であり、また黒い体に緑や青の鱗片がある。大きさは雄で体長13 mm（10～13 mm）、翅長10.5 mmほど。頭部は黒く、その頂の付近は暗褐色の地に緑や青の光沢が乗っている扁平な鱗が覆っており、また複眼の縁には白い鱗が混じる。吻は黒く、前半部が細くなっていて、その部分は下向きに曲がっている。雄の触鬚は吻より多少短くて、色は黒、長節には2個の白斑がある。胸部の背面は中央では2つの型の暗褐色の小型の鱗が並び、その表面は青や紫に輝く。また周辺部は大型の扁平な鱗が並び、その色は黄金緑色と淡青色となっている。腹部では背面に黒褐色の鱗が並んでおり、その表面には光沢があってその色は前方では緑青色で、後方に向かうに従って青藍色、紫褐色へと変化している。側面には淡黄金色の大きな斑紋が並ぶ。腹部の後方では黒い剛毛が並んで毛房を形成し、腹部第6節の側方のそれは淡黄色、第6節後端から第7節のそれは紫褐色、第8節のそれは橙黄色を帯びる。歩脚は紫褐色で腿節には白い小膝斑があり、前脚の跗節の第1節末端から第2節、中脚跗節の第1節の基部と末端からそれより先、後脚跗節の第2節の基部側の大半は白くなっている。
本種は1916年に松村松年が青森県の十和田で採集した標本に基づいて記載されたものであり、和名はこれに基づくものと思われる。

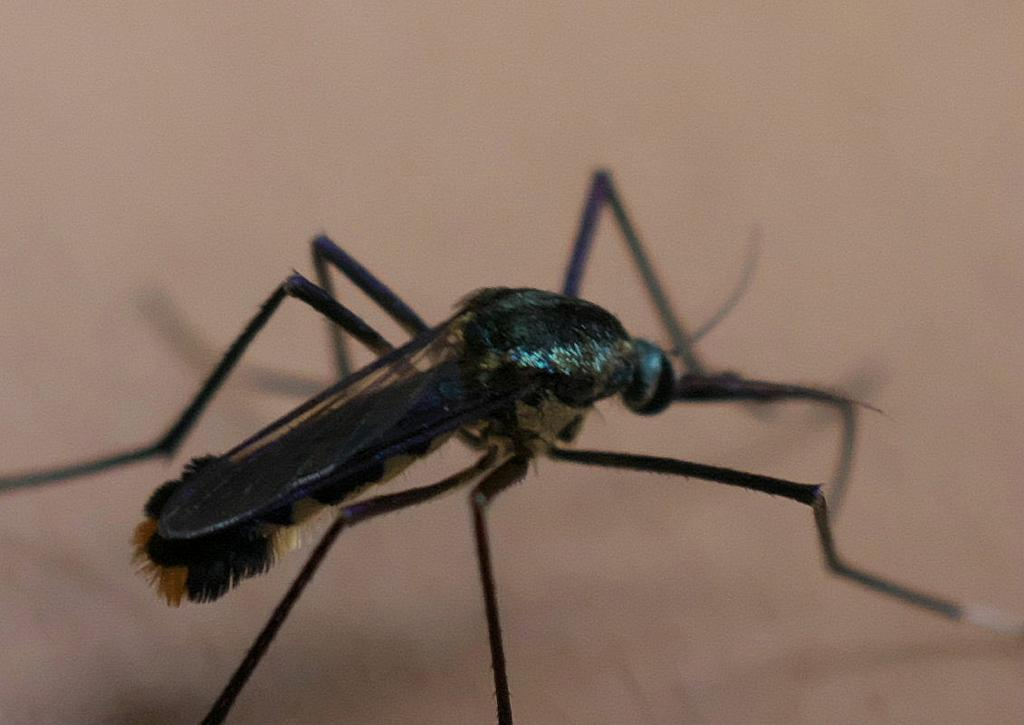
拡大像
胸部背面の鮮やかな光沢と腹部後半の毛束が見える

### 大きさについて
本種は日本産のカ科としては特に大きく、日本最大の種とされている。具体的にはたとえば体長は約13 mm、これはたとえばアカイエカで5.5 mm、ヒトスジシマカで5 mm、シナハマダラカで6 mmなど、一般的なカの大きさの約2倍である。その上に金属光沢があり、また腹部後半に毛の束が並んでいることなどで判別は容易である。その色については「とても美しい種」との言明がある。
なお、カのような姿の昆虫で大きいものにはガガンボがあり、こちらではその体長がたとえばキリウジガガンボで15～18 mm、マダラガガンボで30～40 mmなど、遙かに大きい種がいくつもある。

## 分布
日本国内では北海道から沖縄にかけて分布している。ただしこの範囲ではどこにでもいるというわけではなく、下記のようにその幼虫の成育が樹洞の水溜まりに限られるため、そのような樹洞の出来る古木や大木が複数あるような豊かな森林がその生息域に存在する必要があり、本種をある種の環境指標として見ることが出来る、との判断もある。

## 習性など
成虫は一般的なカのように動物の血を吸うことはなく、雌雄共に昼間に花から吸蜜するのみである。
交尾に関しては継代飼育の試みの中では暗くした大きなケージに天窓から光を取り入れる形を作ることで成功したといい、その場合、成虫は光に向かって集まり、その空中で雄が雌を確保し、交尾に入り、雌雄は時にそのまま床に落下したという。
産卵は、飼育下の観察ではメスの羽化後6～10日後に始まり、木製の水の入った容器を飼育籠内に入れるとメスはその上に飛来し、ホバリングしながら上下の移動を繰り返し、この下降の際にメスは1個ずつ卵を水面に産みつける。飼育下での産卵は昼間か、夜間でも明かりをつけたときに見られ、また水面が揺れている状態、水面が光に照らされている状態でよく行われるという。野外観察では、特に夏の乾燥が進んだ時期には深く水をたたえた樹洞が選択されていたという。

### 幼虫
カ類の幼虫はボウフラと呼ばれ、淡水性の水生昆虫であるが、本種の場合、その成育場所は樹洞に水が溜まった場所にほぼ限られる。具体的には本種の幼生期を研究した石村 (1952) が見た青森県の標高400～500 m域のブナ林でブナの木に出来たそれは根元と樹幹にあるものが中心で、根元の場合、根が肥大し、あるいは地下の岩に乗り上げて地表に露出した部分に、樹幹では分岐する部分に出来る場合が多く、それ以外にも不定の位置に生じる例がある。その深さは時に30 cmを越える例もあり、いずれも樹木の生長に従って大きくなる。形としては横穴式に深く入り込んだもの、湖沼のように上が大きく開けたものやそれらの中間的なものもある。内部はブナやその他の落葉から生じた腐植土におおむね満たされ、上部には分解の進んでいない落ち葉の層があり、それを浸して自由な水の層がある場合もあるが、それはせいぜい数cm程度で、それも乾燥するとなくなる場合が多い。水面は5～30 cm2、表層の水のpH はほぼ6.5、水温は6～11月の期間では3.5～21℃（午前中10～12時調べ）であった。このような樹洞には本種の他に複数のカ類、特にシマカ属の複数種が見られ、他にもガガンボ類、ユスリカ類、ガムシ類などの幼虫が見られた。
本種の幼虫期は1齢から4齢までで、その大きさは体長で見ると1齢は2～3 mm、2齢は3～5 mm、3齢は5～12 mm、終齢では12～18 mmに達する。各齢の期間は飼育下では卵で2.3日、1齢で2.1日、2齢で1.5日、3齢で2.3日、終齢で8.4日、蛹で5.3日、合計で産卵から羽化まで19.6日であった。野外観察では1齢から4齢までの観察だが7月に生まれたもので1齢2日、2齢3日、3齢15日、終齢11～12日で合計31～32日とのこと、当然ながら飼育下よりかなり長く掛かる。
このように飼育下では1年間に複数世代を繰り返すことが可能であるが、野外ではそれほど多化生ではないようで、石村 (1952) の研究では年1化生、または2化性で、7月中に孵化した幼虫は1ヶ月ちょっとで成虫となって産卵するが、8月に羽化したものが産卵した場合、その幼虫は年内には成長しきれないでそのまま越年する。10月以降にはよく成長した終齢幼虫になり、次第に動作緩慢になって底層に潜り込んで水面に出てこなくなり、そのような形で越冬する。越冬幼虫は翌年の6月頃より次第に活発に獲物を捕り、7月中旬頃より羽化が始まる。この期間は餌の量によってかなりの差があり、越冬幼虫よりの羽化は8月中旬まで続く。
幼虫は一見では紫褐色鵜から赤褐色をしている。幼虫は他種のカの幼虫（ボウフラ）を餌とし、喰うときには浮上している。自分より大きいものにも食いつき、普通は追いかけるのではなく、接近してきたものに頭胸部だけを動かして食らいつき、食いついた場所から喰っていき、最後には頭部と胸部の一部を残すのみとなる。時には同所に生息するユスリカやガムシの幼虫も餌になっている。また共食いも激しく、若齢では1つの樹洞に複数個体が見られることはあるが、1～2週間の間に互いに食い合い、またより大きな幼虫によって若齢幼虫が食われ、よほど大きい樹洞でなければ本種幼虫は1個体のみが見られる状態になる。

## 分類など
本種の所属するオオカ属はその大きさときらきらしい色とで目立つ存在で、90以上の種が記録されているが、そのほとんどが熱帯域に分布するものであり、ごく少数の種が北半球の温帯域に生息している。本種はその数少ない温帯域の種の1つである。
日本では本種と同じ属のものが他に3種ほど知られているが、それらはいずれも南西諸島で発見されている。

## 人間との関係
環境省のレッドデータブックでは指定がないが、都道府県別では北海道から西は長崎県まで、点々と指定があり、13の都道府県で何らかの指定がされている。特に傾向は感じられない。元々数が多いものでなく、また上記のようにその生息には良好な自然環境、特に大木、古木のある森林が必要とされることから環境条件の悪化による影響が懸念される。
他方、この属のものは幼虫が同科のカの幼虫を主に餌とすることから、衛生害虫であり、特に伝染病の伝搬者として特に重要なカの防除に利用出来るのではないかとの期待があり、実際にその目的で移植された実例もある。本種に関して人工飼育の研究がされているのもこの面の期待があるからである。もっとも本種に関しては実用化はされていないようである。